# مرگ توسط پنکه

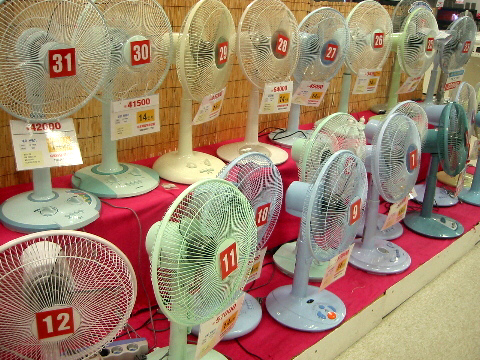
پنکه‌های کره‌ای

مرگ توسط پنکه یا مرگ پنکه‌ای اشاره به یک افسانه کره‌ای دارد مبنی اینکه اگر پنکه در یک محیط بسته در طول شب روشن باشد می‌تواند منجر به مرگ (با خفه‌کردن، مسموم‌کردن یا پایین بودن درجه حرارت بدن) شود. پنکه‌هایی که در کره ساخته می‌شوند معمولاً به زمان‌بندی‌های اتوماتیک مجهز هستند که می‌توانند پنکه را بعد از مدتی خاموش کنند.